# 国鉄タキ6250形貨車
国鉄タキ6250形貨車（こくてつタキ6250がたかしゃ）は、1967年（昭和42年）から製作された、無水硫酸専用の 35 t 積貨車（タンク車）である。
私有貨車として製作され、日本国有鉄道（国鉄）に車籍編入（入籍）された。1987年（昭和62年）4月の国鉄分割民営化後は日本貨物鉄道（JR貨物）に車籍を承継している。
類似の仕様で本形式に先行して製作されたタキ1200形（2代） 30 t 積無水硫酸専用車についても本項目で解説する。

## 概要
スルホン化試薬・合成洗剤原料などに用いられる三酸化硫黄（無水硫酸）を輸送するための貨車で、1967年（昭和42年）から1973年（昭和48年）にかけて2形式合計12両が製作された。所有者は日曹金属（現・日曹金属化学）である。
亜鉛精錬の副産物として生成される無水硫酸の製品輸送需要に対応して製作され、積荷の腐食性・反応性に対応した種々の付加設備を装備する。
製作時より無水硫酸の製品輸送に用いられ、1987年（昭和62年）4月の国鉄分割民営化ではタキ6250形11両がJR貨物に車籍を承継されて引き続き使用された。無水硫酸の鉄道輸送需要消滅に伴い、一部は他社に譲渡され濃硫酸・発煙硫酸輸送に転用されたが、輸送の終結に伴い2007年（平成19年）までに全車が廃車された。

## 仕様・構造
※ 本節では各形式間に共通の箇所について記述し、形式特有の仕様については後節にて記述する。
積載荷重 30 t 乃至 35 t の腐食性液体輸送用2軸ボギータンク貨車（タンク種別：第3種）で、積荷特有の物性を考慮し、積荷の漏洩防止に加え、特に温度管理と防水機能に留意した種々の対策をタンク体に施して製作された車両である。
タンク体は全車とも直円筒形状（JIS 類型 A 形）で、設計比重は 1.85 である。使用鋼材は普通鋼 (SS41) で、板厚は鏡板部が 12 mm 、胴板部が 8 mm である。低温で容易に固化する積荷の物性に対応し、タンク体の外周に断熱材としてグラスウールを充填し、断熱材層の外周を薄鋼板の外板（ジャケット）で被覆する保温対策が採られる。内部タンクと外板との間隙には荷役時に積荷の流動性を確保するための加熱用温水配管がタンク全周にわたって設けられ、台枠直下に温水注入管を、タンク側面外部には上部から下部に向かって温水排出管が設けられる。
2形式とも全長 10 m 級の小型車両で、記号番号表記は特殊標記符号「コ」（全長 12 m 以下）を前置し「コタキ」と標記する。専用種別標記は積荷の慣用名と異なる「無水硫酸専用」で、1979年（昭和54年）10月より化成品分類番号「侵（禁水）84」（侵食性の物質・水と反応する物質・腐食性物質・禁水指定のもの）が標記された。車体の外部塗色は黒色である。
積荷は毒性腐食性が高く、かつ、水の存在を禁忌とするため、荷役装置には漏洩防止および防水対策が施される。タンク体上部中央のドーム上には液入管・オーバーフロー管の各々接続部となる Y 形弁2個、空気弁・安全弁を集中して設け、これら弁装置を保護する防水覆いをドーム上部に設ける。液出管を接続する液出用 Y 形弁は中央ドームに隣接して設けられ、ドーム部とは別個に設けられた箱型の防水覆いで保護される。積荷の搬入は上部の液入用 Y 形弁から、搬出は空気弁から乾燥空気を注入加圧して液出用 Y 形弁から行う「上入れ上出し」方式である。必要に応じて内部の加熱配管に温水を注入し、内部温度を監視しながら液化を促し積荷の搬出を促進させる。
台車は国鉄貨車の標準形式であったスリーピース構造の台車 TR41C 形で、鋳鋼製の台車側枠と一体成型された軸箱部・平軸受の軸箱支持方式・重ね板ばねの枕ばねは他の TR41 系台車と共通の仕様である。最高速度は 75 km/h である。

## 形式別詳説

### タキ1200形
1966年（昭和41年）1月25日に1両（タキ1200）が日本車輌製造で製作された。国鉄では初の無水硫酸専用車で、荷重は 30 t 、自重は 16.6 t である。
タンク体は内径 1,550 mm 、タンク全長 9,020 mm で、実容積は 16.2 m3 である。台枠は車体長方向に中梁・側梁を、車体幅方向に横梁・枕梁・端梁を各々組み合わせる一般的な平形構造で、長さは 9,900 mm である。タンク体中央下部と台枠中梁中央部とを受板（センタアンカ）で固定し、タンク両端部は帯金を用いて台枠上のタンク受台に固定される。帯金は内部タンクを緊締しており、タンク受台との固定部以外は帯金は外部に露出しない。ブレーキ装置は一般的な自動空気ブレーキで、国鉄貨車が汎用的に用いる K 三動弁を制御弁として装備し、補助空気溜を独立別個に実装した KD 形である。積荷の有無でブレーキ力を切り替える「積空切替機構」は装備しない。補助ブレーキ装置は車両端部の台枠上に回転ハンドル式の手ブレーキを設ける。
落成時の所有者は日本曹達で、1979年（昭和54年）2月28日に日曹金属（1983年（昭和58年）10月14日に日曹金属化学へ社名変更）に名義変更した。本車以降の製造は荷重を増大したタキ6250形の製作によって賄われ、本形式は1両で製作を終了している。
1983年（昭和58年）10月25日に廃車となり形式消滅した。

### タキ6250形
タキ1200形の後続として製作された 35 t 積車で、1967年（昭和42年）3月1日に2両（タキ6250, 6251）が川崎車輛（現・川崎重工業車両カンパニー）で、1968年（昭和43年）7月9日から1973年（昭和48年）10月2日にかけて9両（タキ6252 - 6260）が日本車輌製造で製作された。
荷重増大に対応してタンク体が拡大され、タンク体の内径 1,700 mm 、タンク全長 8,800 mm で、実容積は 18.9 m3 である。タンク形状はタキ1200形に比べ、径が太く長さが短い。
台車は枕ばねに重ね板ばねを用いた TR41C 形を用いたが、走行安定性向上のため後年に枕ばねを改造し、オイルダンパ併用2重コイルばねを用いた TR41DS 形としている。ブレーキ装置は制御弁に K 三動弁を、ブレーキシリンダに UC 形差動シリンダを用い、積荷の有無で2段階にブレーキ力を切り替える「積空切替機構」を併設した KSD 方式（積空切替式自動空気ブレーキ）である。補助ブレーキ装置は足踏み式のブレーキテコを側面の片側または両側に設ける。
製作2社で細部の仕様が異なり、初期製作の川崎車輛製車両ではタンク体断熱材層の厚さは 75 mm で、台枠は側梁を設けた長さ 9,800 mm の平形構造、タンク体と台枠との固定は中央下部の受板とタンク体両端部の帯金とを併用する。帯金は内部タンクを緊締するため、外部に露出しない。側ブレーキは車体側面片側のみに設けられる。日本車輌製車両では断熱材層厚さを 100 mm に増大し、台枠長さを 10,000 mm に延長、側ブレーキを車体側面の両側に増設している。1969年（昭和44年）以降製作の車両 （タキ6253 - ）では重量増加対策として車体側面の側梁が省略され、タンク体と台枠との固定方法はタンク体に溶接した受台を台枠枕梁に緊締する「押え金方式」と中央下部の受板との併用に変更している。
各年度による製造会社と両数は次のとおりである。
- 昭和41年度 - 2両
  - 川崎車輛 2両 （タキ6250 - 6251）
- 昭和43年度 - 1両
  - 日本車輌製造 1両 （タキ6252）
- 昭和44年度 - 2両
  - 日本車輌製造 2両 （タキ6253 - 6254）
- 昭和45年度 - 4両
  - 日本車輌製造 4両 （タキ6255 - 6258）
- 昭和47年度 - 1両
  - 日本車輌製造 1両 （タキ6259）
- 昭和48年度 - 1両
  - 日本車輌製造 1両 （タキ6260）

## 運用の変遷
入籍以降、2形式12両全車が磐梯町駅（磐越西線・福島県耶麻郡磐梯町）を常備駅とし、近傍の日曹金属会津工場で亜鉛精錬の副産物として生産された無水硫酸の輸送に用いられた。1983年（昭和58年）に同社が事業の整理統合を実施し、無水硫酸の生産拠点を関連会社の日曹千葉リファイン千葉工場（千葉県市原市）に集約したことに伴い、タキ1200形は廃車され、タキ6250形は11両全車が甲子駅（京葉臨海鉄道・千葉県市原市）に常備駅を変更した。1983年（昭和58年）10月14日に社名変更が行われ、所有者名は日曹金属化学となった。
1987年（昭和62年）4月の国鉄分割民営化ではタキ6250形の全車がJR貨物に車籍を承継された。化成品輸送拠点を擁する安治川口駅などを主たる運用先としてきたが、輸送終了に伴い1997年（平成9年）度末までに5両が廃車となった。残存6両は神岡鉱業に名義変更され、神岡鉱山前駅（神岡鉄道・岐阜県飛騨市）を常備駅として近傍の神岡鉱山で副生する硫酸の輸送に用いられた。転用に伴い、無水硫酸輸送用の諸設備を改造・撤去し、専用種別を「濃硫酸及び発煙硫酸専用」に変更している。2005年（平成17年）に同鉄道の硫酸輸送が終了したため、事実上用途を喪失し、2007年（平成19年）までに全車が廃車され、形式消滅した。